# Семеновское (сельское поселение деревня Хвощи)
Семеновское— деревня в Износковском районе Калужской области России. Входит в состав сельского поселения «Деревня Хвощи». 

## География
Деревня находится в северной части Калужской области, в зоне хвойно-широколиственных лесов, в пределах южного склона Смоленско-Московской возвышенности, на берегах реки Ращена, при автотрассе 29Н-188. Примыкает к восточной окраине села Извольск.

### Климат
Климат характеризуется как умеренно континентальный, с тёплым летом и умеренно холодной зимой. Среднегодовая многолетняя температура воздуха составляет 3,8 °C. Средняя температура воздуха самого тёплого месяца (июля) — 17,6 °C (абсолютный максимум — 38 °C); самого холодного (января) — −10 °C (абсолютный минимум — −43 °C). Среднегодовое количество атмосферных осадков составляет около 620 мм.

## История
В 1782-м году деревня Семеновка, входила в Морозовскую, а затем, с XIX века, в Дороховскую волость Медынского уезда.

## Население
| 2002 | 2010 |
| ---- | ---- |
| 12   | ↘11  |